# 馬馬迪·迪亞基特
馬馬迪·迪亞基特（法語：Mamadi Diakite，1997年1月21日—）為幾內亞男子籃球運動員。目前為自由球員，場上位置為大前鋒。

## NBA生涯
在2020年NBA选秀中未被选中后，迪亞基特于2020年11月24日与密尔沃基雄鹿队签订了一份双向合同。
2021年4月21日，迪亞基特與雄鹿隊簽下一份複數年NBA合約，此前他曾在雄鹿隊比賽過11次。他在雄鹿隊的新秀賽季贏得了NBA總冠軍。

## 外部連結
- 馬馬迪·迪亞基特在NBA（英语）
- 馬馬迪·迪亞基特在Basketball-Reference.com（NBA）（英语）
- 馬馬迪·迪亞基特在Basketball-Reference.com（NBA G聯盟）（英语）
- 馬馬迪·迪亞基特在Sports-Reference.com（NCAA）（英语）
- 馬馬迪·迪亞基特在ESPN（NBA）（英语）
- 馬馬迪·迪亞基特在Eurobasket.com（球員）（英语）
- 馬馬迪·迪亞基特在RealGM（英语）
- 馬馬迪·迪亞基特在Proballers（英语）